# Bismarck-Denkmal (Posen)

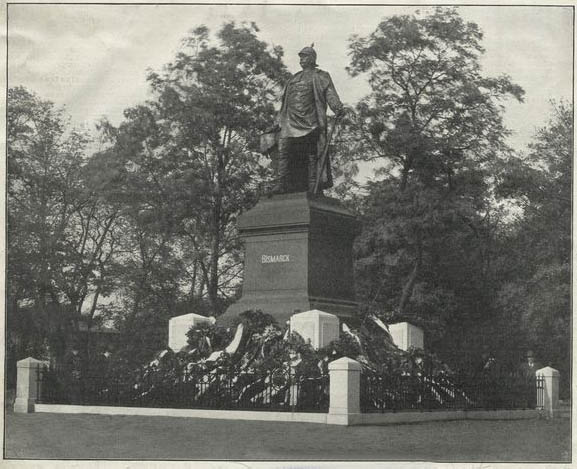
Bismarck-Denkmal in Posen (Aufnahme vor 1919)

Das Bismarck-Denkmal in Posen wurde am 11. Oktober 1903 feierlich enthüllt und stand am heutigen Plac Adama Mickiewicza. Entworfen wurde es von Gustav Eberlein, der weitere Denkmäler schuf und an der Gestaltung des Schlossviertels von Posen beteiligt war.
Das Denkmal gehörte zum Kaiserforum, das in der Folgezeit bis 1910 errichtet wurde. Es bestand aus dem neuen Residenzschloss, dem Opernhaus, dem Postgebäude, der Ansiedlungskommission, der Königlichen Akademie, der Musikakademie Posen und der evangelisch-lutherischen Erlöserkirche. Nach Ende des Ersten Weltkrieges wurde Posen wieder polnisch. Im Laufe der Zeit wurden sämtliche Denkmäler aus der preußischen Herrschaft von den Behörden entfernt, das Bismarck-Denkmal im Jahre 1919. Etwas nördlich vom ursprünglichen Standort wurde das Denkmal für den Arbeiteraufstand von 1956 errichtet.